# Жузеп Бартомеу
Жузеп Марія Бартомеу Флорета (кат. Josep Maria Bartomeu i Floreta; рід. 6 лютого 1963, Барселона, Іспанія) — іспанський підприємець в галузі інженерної справи та інфраструктури. Обіймав посаду президента футбольного клубу Барселони з 23 січня 2014 року по 27 жовтня 2020 року.

## Дитинство
Бартомеу народився у Барселоні, проте все дитинство провів у містечку Біланоба-дал-Бальєс. Здобув освіту в галузі управління підприємствами та ступінь магістра ділового адміністрування в ESADE (Вища школа адміністрування та управління підприємствами). Грав у баскетбол на позиції захисника, в молодіжних командах баскетбольного клубу Барселони та «Еспаньола», а також у «Мольєт» та «Санта-Колома».

## Підприємницька кар'єра
Підприємницька кар'єра Бартомеу пов'язана переважно із сімейним бізнесом. Він є генеральним директором групи кампаній ADELTE. Компанія займається технічним забезпеченням морських портів та аеропортів (спеціалізується на посадкових смугах). Дана компанія сягає корінням в компанію Trabosa, яка була заснована та створена його дідусем в 1962 році. Trabosa спеціалізується на будівництві транспортних засобів комерційного призначення. Бартомеу також є партнером компанії EFS, яка займається технічним обслуговуванням терміналів та електромеханічного обладнання.

## «Барселона»

### Член Ради директорів за Жоана Лапорта (2003—2005)
Бартомеу разом зі своїм другом Сандро Розелем, з яким він познайомився під час навчання в ESADE, входив до Ради директорів Жуана Лапорти, яка перемогла на президентських виборах футбольного клубу Барселоні у 2003 році. У клубі він відповідав за секції баскетболу, гандболу та хокею, і в першому ж сезоні баскетбольна команда Барселони виграла національний чемпіонат та Суперкубок. У сезоні 2004—2005 між Бартомеу та Лапорто виникли розбіжності через зміни в організації клубу, які були зроблені президентом та кількома членами Ради директорів. У березні 2005 року Лапорта звільнив Бартомеу від обов'язків після публічно вираженої незгоди Бартомеу про призначення Валеро Рівери, як генерального директора цих секцій та Маноло Флореса на посаду головного тренера баскетбольної команди Барселони. У червні 2005 року Бартомеу разом із Сандро Розель та ще трьома членами Ради директорів подали у відставку через несхвалення манери управління Лапорти.

### Віце-президент при Сандро Розель (2010—2014)
Після перемоги Сандро Розеля на президентських виборах у червні 2010 року Жозепа Бартомеу було призначено віце-президентом футбольного клубу Барселони у спортивних справах. Він обіймав цю посаду до січня 2014 року, коли Розель був змушений подати у відставку через скандал про ухилення від сплати податків при купівлі Неймара.

### Президент «Барселони» (2014—2020)
23 січня 2014 року у зв'язку зі скандалом, що розгорівся, про приховування справжньої суми угоди і про ухилення від сплати податків при купівлі Неймара, Сандро Розель подав у відставку і, відповідно до статті 33 Статуту клубу, Жозеп Бартомеу став 40-м президентом футбольного клубу Барселони. Проте, у справі Неймара і Бартомеу прокуратурою Іспанії пред'являлися звинувачення про несплату податків і шахрайство. У ході судових слухань Бартомеу заявив, що не брав участі у процесі переговорів з Неймаром і не мав відношення до підписання контрактів щодо цього трансферу.
У березні 2016 року з Бартомеу, як і з Розеля, було знято всі звинувачення.
Попри те, що Бартомеу спочатку планував завершити свій термін правління 30 червня 2016 року, в січні 2015 року він повідомив про проведення президентських виборів наприкінці сезону 2014—2015.
9 червня 2015 Бартомеу оголосив про свою відставку з посади президента клубу, щоб мати можливість представити свою кандидатуру на майбутніх президентських виборах.
Вибори нового президента футбольного клубу Барселони відбулися 18 липня 2015 року. Бартомеу був знову обраний президентом каталонського клубу, набравши 54,63 % голосів.
За підсумками сезону 2015—2016 футбольний клуб Барселона отримала дохід у розмірі 608 млн євро, при цьому доходи від маркетингу зросли на 35 %. За підсумками сезону 2015—2016 футбольний клуб Барселона отримала дохід у розмірі 670 млн євро, а борг клубу скоротився на 40 млн євро — із 320 до 280 млн євро.
27 жовтня 2020 року Жузеп Марія Бартомеу Флорета подав у відставку.
1 березня 2021 року був заарештований у рамках справи «BarçaGate». Бартомеу звинувачували в тому, що найнята ним для моніторингу висвітлення діяльності клубу в соціальних мережах аналітична компанія, займалася створенням фейк-акаунтів і розповсюдженням у них свідомо недостовірної інформації з метою погіршення репутації його конкурентів у боротьбі за президентську посаду і навіть деяких футболістів клубу.
2 березня Жузеп Бартомеу відпустили на волю.

### Спортивні досягнення футбольного клубуБарселона.
За час, який Жозеп Бартомеу знаходиться на чолі «Барселони», каталонським клуб завоював наступні нагороди:
- Чемпіонат Іспанії з футболу :

Переможець (4): 2014/2015, 2015/2016, 2017/2018, 2018/2019
- Кубок Іспанії з футболу :

Переможець (4): 2014/2015, 2015/2016, 2016/2017, 2017/2018 .
- Ліга чемпіонів УЄФА :

Переможець (1): 2014/2015
- Суперкубок УЄФА :

Переможець (1): 2015
- Клубний чемпіонат світу з футболу :

Переможець (1): 2015